# Sander Boschker
Sander Boschker (* 20. Oktober 1970 in Lichtenvoorde, heute zu Oost Gelre) ist ein ehemaliger niederländischer Fußballtorhüter, der für den FC Twente Enschede 562 Ligaspiele absolvierte. Mit Unterbrechung von einem Jahr war er von 1989 bis 2014 für den Klub aus Enschede in der Eredivisie aktiv. 2010 stand er in einem Länderspiel gegen Ghana im Tor der niederländischen Nationalmannschaft. Ebenfalls 2010 wurde er mit seinem Verein niederländischer Meister und 2001 sowie 2011 Pokalsieger.

## Karriere

### Verein
Boschker spielte als Kind beim SV Longa 30 aus seinem Geburtsort, wechselte aber schon als Jugendlicher zum FC Twente nach Enschede. Sein Debüt in der Eredivisie gab er mit 19 Jahren am 26. November 1989 bei einem Heimspiel gegen HFC Haarlem, in dem er in der ersten Halbzeit zweimal hinter sich greifen musste – allerdings konnten ihn in seinem ersten Spiel nur seine eigenen Mannschaftskameraden bezwingen: beide Haarlemer Tore beim 2:2 waren Eigentore, eins davon durch seinen späteren Trainer Fred Rutten. Auf seinen zweiten Einsatz musste er fast zwei Jahre warten, absolvierte dann aber in seiner dritten Profisaison in der ersten Mannschaft 23 Spiele. Seit der Saison 1993/94 war er Stammtorhüter der Enscheder – bis auf die eine Saison, zu der er 2003 zu Ajax Amsterdam gewechselt war, für die er jedoch in der Eredivisie nicht zum Einsatz kam.
Beim FC Twente ist er seit dem 12. November 2006 Rekordspieler; beim 7:1-Sieg gegen den FC Groningen verbesserte er den alten Rekord von Epi Drost mit 423 Einsätzen. Bis Ende der Saison 2008/09 hatte er 509 Spiele in der Ehrendivision in seiner Statistik, dazu kamen bis dahin 57 Pokal- und 27 internationale Spiele für Twente.
Höhepunkt seiner Laufbahn war für Boschker nach eigener Aussage das Pokalfinale 2001 gegen die PSV Eindhoven. Im entscheidenden Elfmeterschießen parierte er drei Elfmeter, wodurch Twente Pokalsieger wurde.
2009/10 gewann Boschker mit Twente erstmals die nationale Meisterschaft. Mit nur 23 Gegentreffern im Saisonverlauf kassierte er die zweitwenigsten aller Erstligateams. Zur Folgesaison wurde Boschker von Nikolaj Michajlow als Nummer eins zwischen den Pfosten verdrängt. So kam er erst am letzten Vorrundenspieltag gegen Tottenham Hotspur, am 7. Dezember 2010, zu seinem Champions-League-Debüt. Beim 3:3 gegen den englischen Klub trat Boschker nach einem Rückpass von Teamkollege Peter Wisgerhof über den Ball kassierte dadurch das 0:1.
Am 18. März 2012 stand Boschker zum 550. Mal in einem Spiel der Eredivisie für den FC Twente zwischen den Pfosten. Damit ist er auch der Spieler mit den meisten Einsätzen für denselben Klub in der ersten niederländischen Liga. Mit einem Abschiedsspiel in De Grolsch Veste beendete er am 20. Mai 2014 seine Karriere.

### Nationalmannschaft
Boschker gehörte mehrmals dem Kader der niederländischen Nationalmannschaft an. Im März 2010 ersetzte er vor dem Match gegen die USA den Utrechter Michel Vorm als dritten Torhüter. Sein Länderspieldebüt feierte er am 1. Juni 2010 beim 4:1-Sieg gegen Ghana, als er in der Halbzeit für Michel Vorm eingewechselt wurde. Mit 39 Jahren und 224 Tagen war er der bis dahin älteste Länderspiel-Debütant der Niederlande. Er wurde überraschend als dritter Torhüter in den Kader der Niederlande für die Fußball-Weltmeisterschaft 2010 berufen, kam dort aber nicht zum Einsatz.

## Erfolge
- Niederländischer Pokalsieger mit Twente Enschede: 2001, 2011
- UI-Cup-Sieger mit Twente Enschede: 2006
- Niederländischer Meister mit Ajax Amsterdam: 2004
- Niederländischer Meister mit Twente Enschede: Eredivisie 2010
- Niederländischer Vizemeister: Eredivisie 2009, 2011
- Niederländischer Superpokalsieger: Johan-Cruyff-Schaal 2010 (kein Einsatz)